# Tuhovishta
Tuhovishta (en bulgare Туховища) est un village de Bulgarie situé dans l’obchtina de Satovtcha et dans l’oblast de Blagoevgrad. En 2011, il comptait 735 habitants.

## Géographie
Le village de Tuhovishta est situé dans une région montagneuses du sud-ouest de la Bulgarie à près de 2 km de la frontière avec la Grèce dans la région de Chech. Le village est entouré de pics élevés, le plus haut étant le  Dikilitash qui culmine à 1 100 mètres. Une petite rivière traverse le village. Sa source se situe dans un karst à quelques kilomètres au est du village. Il y a des forêts de conifères, des forêts de feuillus et des forêts mixtes dans les alentours de Tuhovishta. 

## Histoire

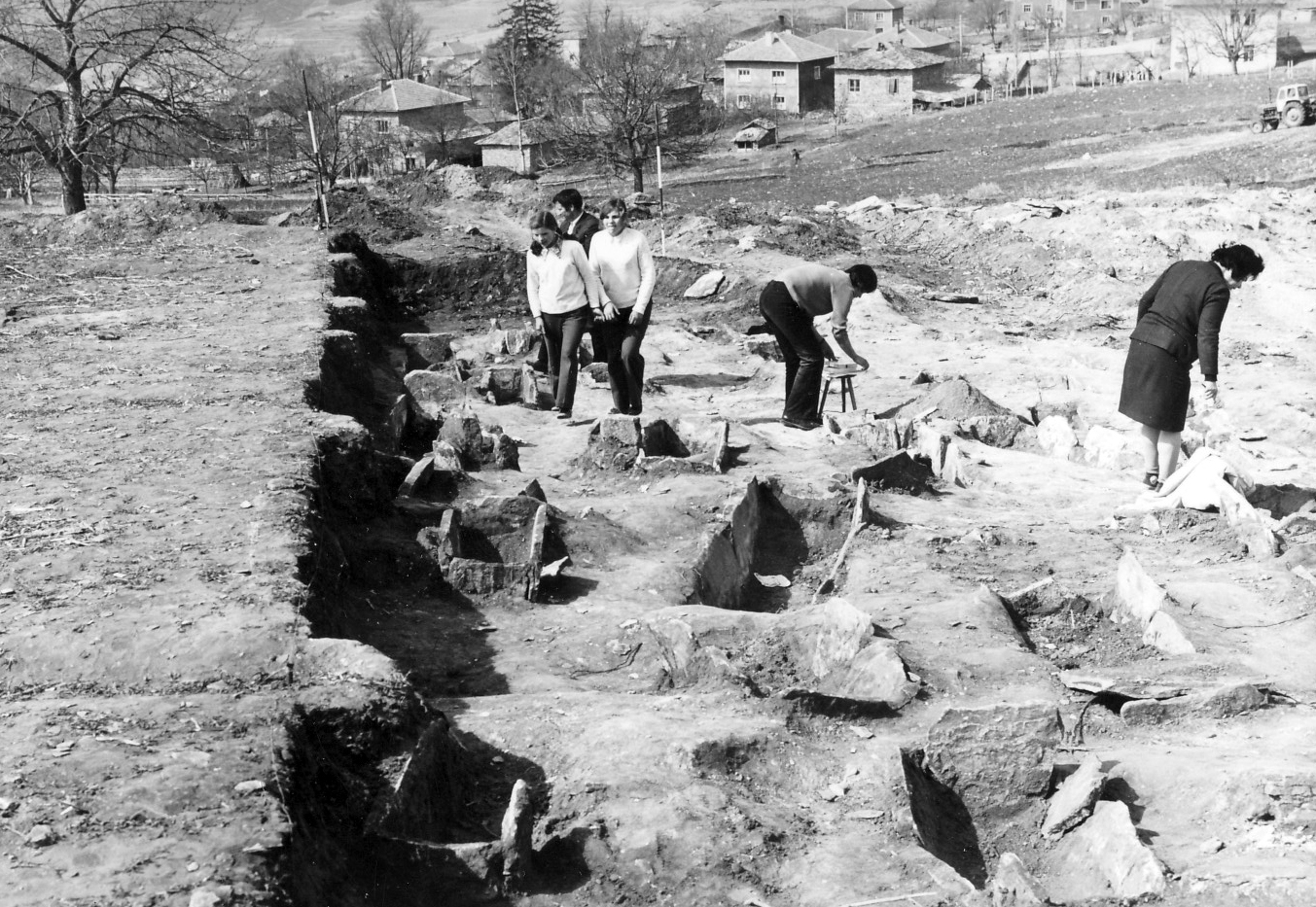
Ruine d’une nécropole dans les environs de Tuhovishta.

Dans les documents ottomans, le village est mentionné comme Thuishta en turc ottoman تــحــويــشــتــه
Le village de Tuhovishta a une riche histoire. Il a un cimetière du Haut Moyen Âge.
À partir de 1873, la population masculine de Tuhovishta était 90 Pomaks et il y avait 36 maisons. Dans ses statistiques, Vasil Kanchov signale qu’en 1900, Tuhovishta est un village pomak avec 500 habitants bulgares musulmans.
En 1912, durant la Première Guerre balkanique, Tuhovishta fait partie de la Bulgarie et peu de temps après, sa population a été obligée de se convertir de l’islam au christianisme. À cause de l’isolement des Pomaks et de leur pauvreté,  la population est forcée de migrer tout début du XXe siècle. 
En 1964, le régime communiste a fait une tentative pour changer les noms musulmans des Pomaks à Tuhovishta en des noms slaves, mais la tentative échoua et seulement ceux qui étaient loyaux au régime ont vu leur nom changé.

## Religion

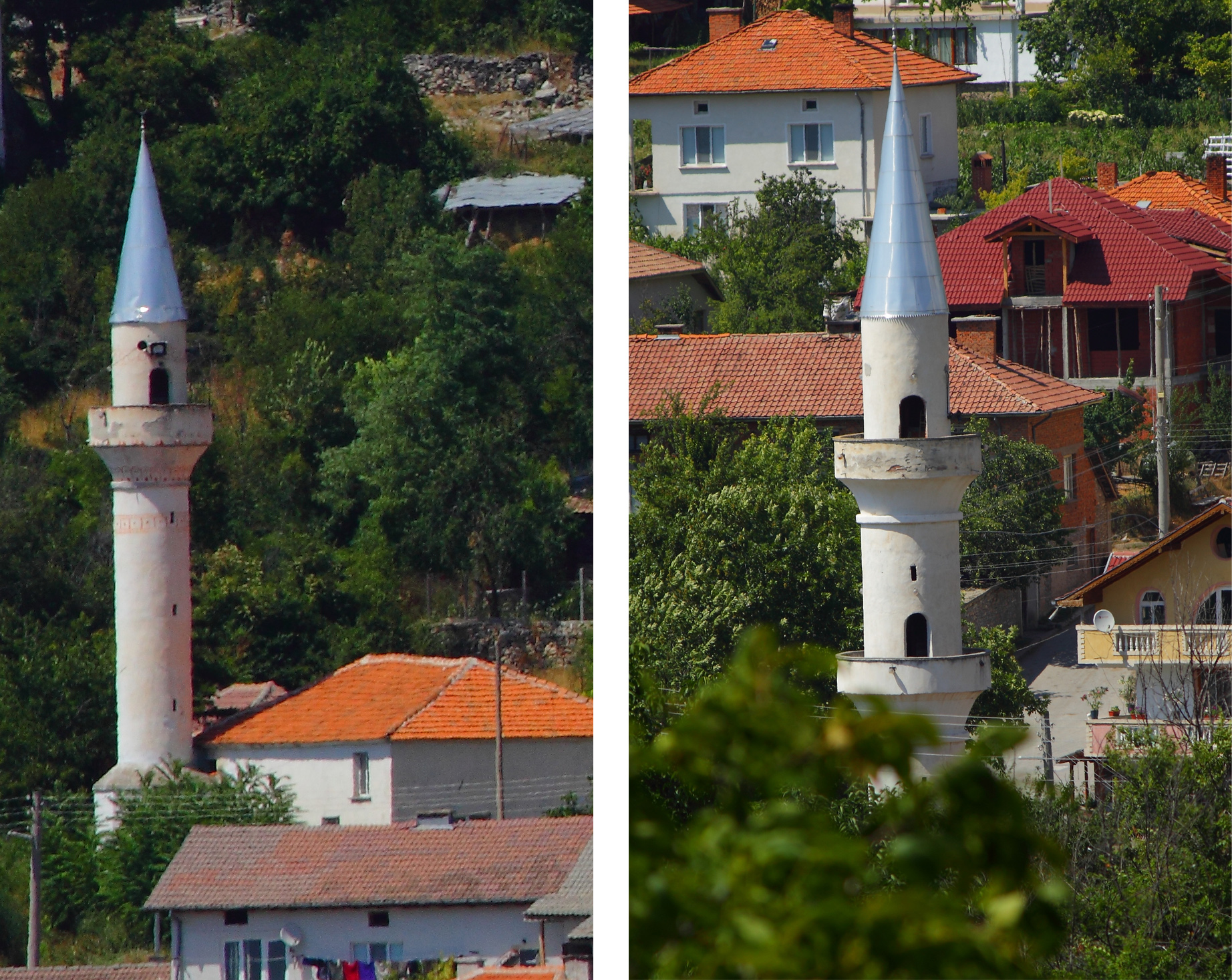
Les deux mosquées du village.

La population de Tuhovishta est exclusivement musulmane. En des temps reculés, la population confessait la religion polythéiste thrace. 
Durant le régime socialiste en Bulgarie, à Tuhovishta, comme partout ailleurs dans l’État, la confession d’une religion était encadrée et l’accès à la mosquée interdit. En 1989, le minaret de la mosquée était dans un état si délabré qu’il endommagea tout l’édifice. Toute suite après le printemps de la démocratie fin 1989, un effort fut fait pour réparer la mosquée.

## Institutions publiques
- bureau du gouvernement local
- hôpital
- écoles primaires
- crêche
- bureau de poste
- deux mosquées
- tchitalichté.

## Culture et nature

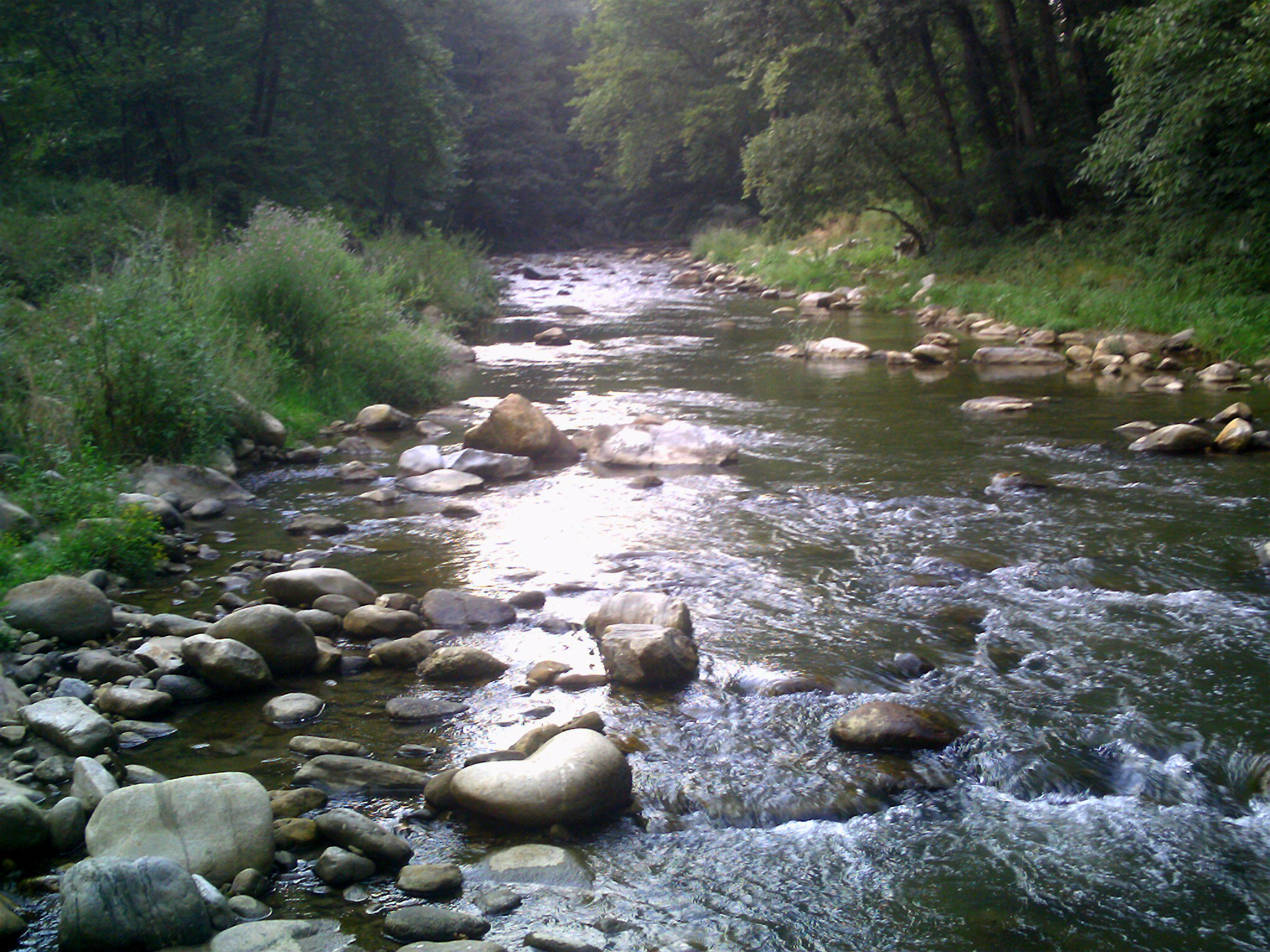
Vue sur la rivière du village.

Les différentes formes de relief des montagnes s’harmonisent avec les divers types de forêts, les champs et les prés participant à de beaux paysages et points de vue. Les atours du village sont très pittoresques. On jouit d’une vue sur la Grèce depuis les sommets et particulièrement sur le mont Falakro.